# Taipaleensaari (ö i Kajanaland)
Taipaleensaari är en ö i Finland. Den ligger i sjön Kellojärvi och i kommunen Suomussalmi i den ekonomiska regionen  Kehys-Kainuu  och landskapet Kajanaland, i den nordöstra delen av landet, 600 km norr om huvudstaden Helsingfors. Öns area är 3,1 hektar och dess största längd är 430 meter i öst-västlig riktning.